# 宋寧宗后坐像
《宋寧宗坐像》為南宋皇后恭聖仁烈楊皇后（1162－1232）的肖像畫，是現存宋代宮廷帝后畫中極具代表性的作品之一。畫中人物服飾制度嚴謹、構圖莊嚴，具有高度的歷史與藝術價值，現為國立故宮博物院之國寶級藏品。

## 歷史背景
楊皇后，名楊妹子，原姓不詳，幼年時隨養母入宮，擔任雜劇女伶，因容貌端麗而獲吳太后垂愛，後賜與宋寧宗為妃，最終登上皇后之位。根據《宋史》記載：「少以姿容選入宮，忘其姓氏。」她雖出身微賤，卻學識淵博，能詩善書，書風嚴謹娟秀，風格與寧宗相近，曾代其御書。她自稱「楊妹子」，並認朝臣楊次山為兄。
楊皇后亦擅鑒賞書畫，與畫家馬遠互動密切，馬遠多幅畫作皆有其題詩，為宋代后妃中擅書者之代表。

## 畫作內容
畫面描繪楊后拱手端坐於椅中，頭戴九龍四鳳冠式「龍紋花釵冠」，身著交領大袖、繡有對雉紋飾之五彩褘衣，衣飾為「搖翟」圖案，為宋代皇后禮服之最高等級。其服裝為出席重要國典（如受冊、親蠶、朝會）所穿之服，根據《宋會要輯稿》與《文獻通考》記載，具備明確服制規格與等級象徵。
椅身為高背靠椅，採典型宮廷畫中帝后像配置。構圖莊重、用色沉穩，整體畫風樸素而不失威儀，象徵王朝正統與皇室制度的延續。

## 服飾制度意涵
根據《文獻通考》，皇后冠飾「花十二株，九龍四鳳」，妃嬪冠飾「花九株，九翬四鳳」，可見冠飾等級象徵后妃在政治場域中的身分高低。此畫所呈現的冠服細節，成為宋代女性冠服制度的重要視覺史料，對研究中國古代服飾制度與性別政治地位具關鍵參考價值。

## 藝術與文化價值
《宋寧宗后坐像》為南宋皇后肖像畫的代表作之一，結合精細的人物刻畫與嚴謹的禮制符號，是研究帝后形象、宮廷制度與宋代女性文化不可或缺的視覺史料。同時也是研究宋代皇后書法與藝術參與的重要證據之一。